# Damernas 3 000 meter i hastighetsåkning på skridskor vid olympiska vinterspelen 1972
Damernas 3 000 meter i skridskor vid olympiska vinterspelen 1972 avgjordes den 12 februari 1972 på Makomanai Open Stadium. Loppet vanns av Stien Kaiser från Nederländerna.
22 deltagare från 10 nationer deltog i tävlingen.

## Rekord
Gällande världsrekord och olympiskt rekord före Vinter-OS 1972:
| Världsrekord     | Stien Kaiser (NED) | 4:46,5 | Davos, Schweiz      | 16 januari 1971  |
| Olympiskt rekord | Ans Schut (NED)    | 4:56,2 | Grenoble, Frankrike | 12 februari 1968 |

Följande nytt olympiskt rekord sattes under tävlingen.
| Datum       | Idrottare    | Nation        | Tid     | OR | VR |
| ----------- | ------------ | ------------- | ------- | -- | -- |
| 12 februari | Stien Kaiser | Nederländerna | 4:52,14 | OR |    |

## Medaljörer
| Gren        | Guld                       | Guld         | Silver           | Silver  | Brons                              | Brons   |
| 3 000 meter | Stien Kaiser Nederländerna | 4:52,14 (OR) | Dianne Holum USA | 4:58,67 | Atje Keulen-Deelstra Nederländerna | 4:59,91 |

## Resultat
| Placering | Idrottare            | Nation        | Tid     | Noteringar |
| --------- | -------------------- | ------------- | ------- | ---------- |
| 1         | Stien Kaiser         | Nederländerna | 4:52,14 | (OR)       |
| 2         | Dianne Holum         | USA           | 4:58,67 |            |
| 3         | Atje Keulen-Deelstra | Nederländerna | 4:59,91 |            |
| 4         | Sippe Tichgelaar     | Nederländerna | 5:01,67 |            |
| 5         | Nina Statkevitj      | Sovjetunionen | 5:01,79 |            |
| 6         | Kapitolina Seregina  | Sovjetunionen | 5:01,88 |            |
| 7         | Tuula Vilkas         | Finland       | 5:05,92 |            |
| 8         | Ljudmila Savrulina   | Sovjetunionen | 5:06,61 |            |
| 9         | Han Pil-hwa          | Nordkorea     | 5:07,24 |            |
| 10        | Sigrid Sundby        | Norge         | 5:07,76 |            |
| 11        | Kim Bok-soon         | Nordkorea     | 5:07,93 |            |
| 12        | Satomi Koike         | Japan         | 5:09,21 |            |
| 13        | Kim Ok-soon          | Nordkorea     | 5:09,69 |            |
| 14        | Sylvia Filipsson     | Sverige       | 5:11,13 |            |
| 15        | Rosemarie Taupadel   | Östtyskland   | 5:12,85 |            |
| 16        | Kaname Ide           | Japan         | 5:17,30 |            |
| 17        | Leah Poulos          | USA           | 5:17,38 |            |
| 18        | Akiko Aruga          | Japan         | 5:22,60 |            |
| 19        | Jeon Seon-ok         | Nordkorea     | 5:24,27 |            |
| 20        | Kirsti Biermann      | Norge         | 5:26,21 |            |
| 21        | Arja Kantola         | Finland       | 5:30,88 |            |
| 22        | Jeanne Omelenchuk    | USA           | 5:32,87 |            |